# Retrato de Edward Grimston
El Retrato de Edward Grimston es una pintura del pintor primitivo flamenco Petrus Christus pintada en 1446. La obra es propiedad del conde de Verulan en Gothambury, descendiente de Edward Grimston, y está en préstamo permanente a la National Gallery  de Londres. La pintura fue realizada el mismo año que el Retrato de un cartujo y está pintada sobre la misma tabla.

## El retratado
Edward Grimston (también escrito como Edward Grymeston)  fue un diplomático al servicio del rey Enrique VI de Inglaterra. En su mano derecha sostiene una cadena formada por “S» sucesivas, un emblema de la familia Lancaster. En la pared detrás de él hay dos escudos con sus armas personales que permiten identificarlo.
Edward Grimston fue embajador de Enrique VI en la corte de Felipe el Bueno en la década de 1440, permaneciendo en Calais y Bruselas. Por tanto, le resultó fácil ir a Brujas, lugar de residencia de Petrus Christus.  Edward Grimston (fallecido en 1478) tuvo un hijo, también llamado Edward (fallecido en 1520), cuyo hijo igualmente Edward (1508?-1600) fue “interventor de Calais y las marcas» en el momento en que Francisco duque de Guisa recuperó Calais en 1558. 

## Descripción
El diplomático se presenta, como el cartujo, en un espacio cerrado, en el rincón de una habitación delimitada por un techo con vigas vistas de madera y una pared lateral iluminada por una ventana redonda alta que ilumina el rostro de Grimston. Las prendas en rojo y azul oscuro cuyos tejidos tienen motivos bordados, el sombrero negro, un tinte caro, la cadena de oro alrededor del cuello denotan su riqueza y alto estatus. La firma del pintor, en capiteles ornamentales, se compone de una marca en forma de corazón seguida de " PETRVS·XPI " y por debajo la fecha " ME·FECIT·A° 1446» sobre fondo jaspeado verde. Sin embargo, inusualmente, esta firma se encuentra en el reverso del panel. Las dos líneas de la inscripción son diferentes: la primera es en rojo con contornos negros, la segunda en dos tonos de rojo con contornos negros. Las florituras son torpes; aunque no se debe dudar de la fecha, esta inscripción probablemente no fue pintada por el propio Petrus Christus.  Durante algún tiempo, el Retrato de Edward Grimston fue visto como una contraparte o pendant del famoso Retrato de muchacha, que se pensaba sería la primera esposa del diplomático. Pero la datación muy diferente de los dos retratos (el femenino data de 1470, el masculino de 1446) y otras consideraciones apuntan ahora hacia otras interpretaciones.

## Comparación
La reflectografía infrarroja  del Retrato de Grimston y la aplicación de un calco en el Retrato de un cartujo muestran que la primera versión de la cabeza del monje y la de Edward Grimston son idénticas, rasgo por rasgo. El acabado del Retrato de Grimston parece realizado con menos cuidado que el del Retrato de un cartujo, particularmente para el modelado del rostro. La comparación se ve dificultada por el hecho de que el Retrato de un cartujo está particularmente bien conservado, mientras que el de Grimston está dañado y muestra un significativo desgaste de la capa pictórica. Por otro lado, los detalles del entorno están representados en el primero y ausentes en el segundo. Estas diferencias tal vez puedan deducirse del hecho de que Edward Grimston tenía poco tiempo para las sesiones de posado, mientras que el cartujo, aunque residía en el monasterio de Val-de-Grâce, cerca de Brujas, estaba más disponible. 
El parecido físico entre los rostros de Grimston y el monje es tan grande que se ha sugerido que pueden ser el mismo hombre, en diferentes edades. 

## Otros retratos
Sin ser un retratista productivo como Hans Memling, Petrus Christus realizó otros retratos, a menudo muy diferentes. El Retrato de un hombre joven en la Galería Nacional (c. 1450-1460)  sitúa al joven de medio cuerpo delante de una pared abierta con arcadas por ambos lados sobre un paisaje, mientras que el Retrato de un hombre en el Museo de Arte del Condado de Los Ángeles (alrededor de 1465-1470) es un retrato convencional, solo del busto sobre un fondo negro. Sigue siendo el dibujo denominado Retrato de hombre con un halcón del Instituto de arte Städel (hacia 1445-1450)  el que más se parece, por la colocación del personaje en la esquina de una estancia, a los “retratos de esquina» de Grimston y el cartujo.

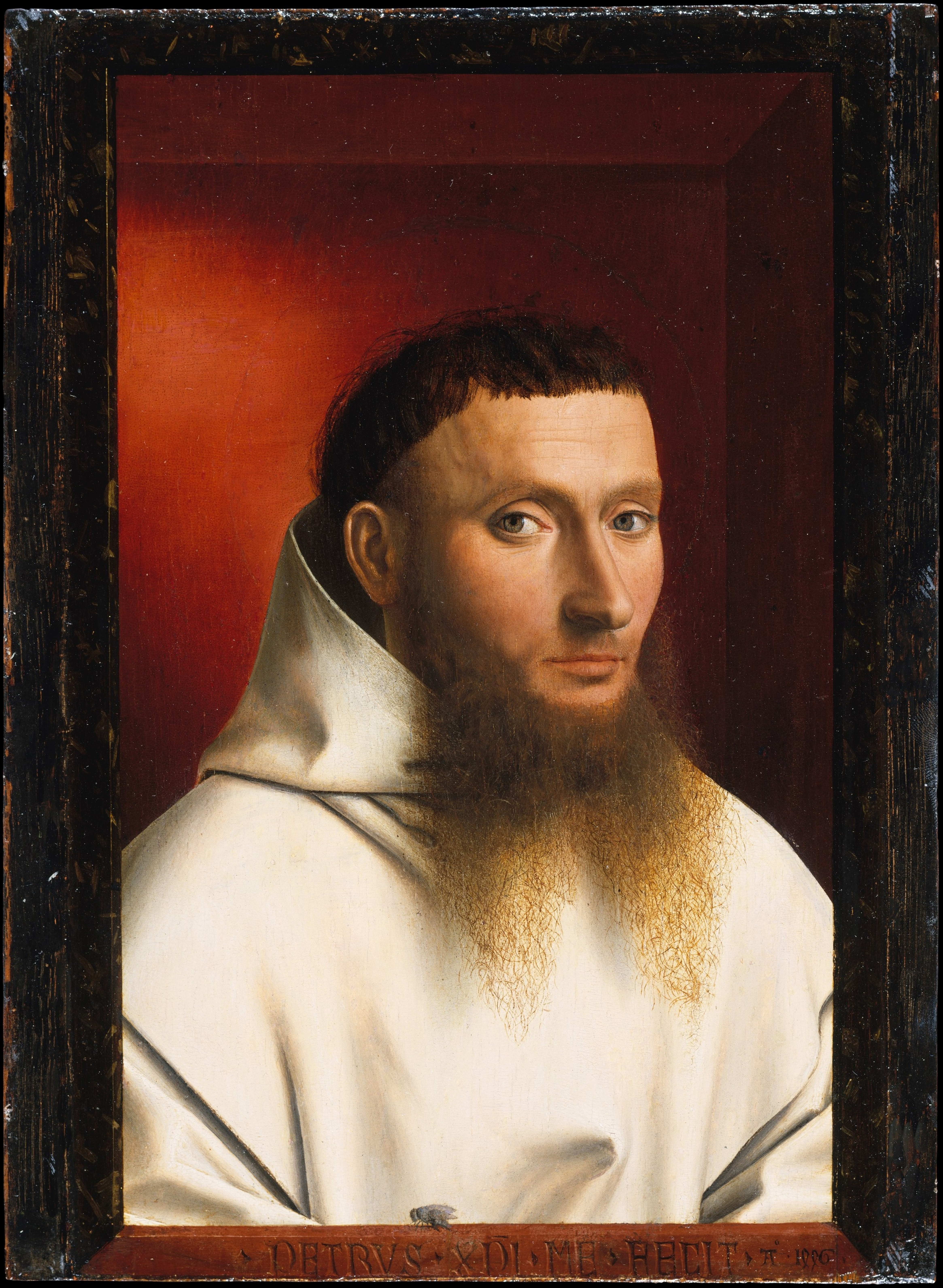
Retrato de un cartujo, Metropolitan Museum of Art.
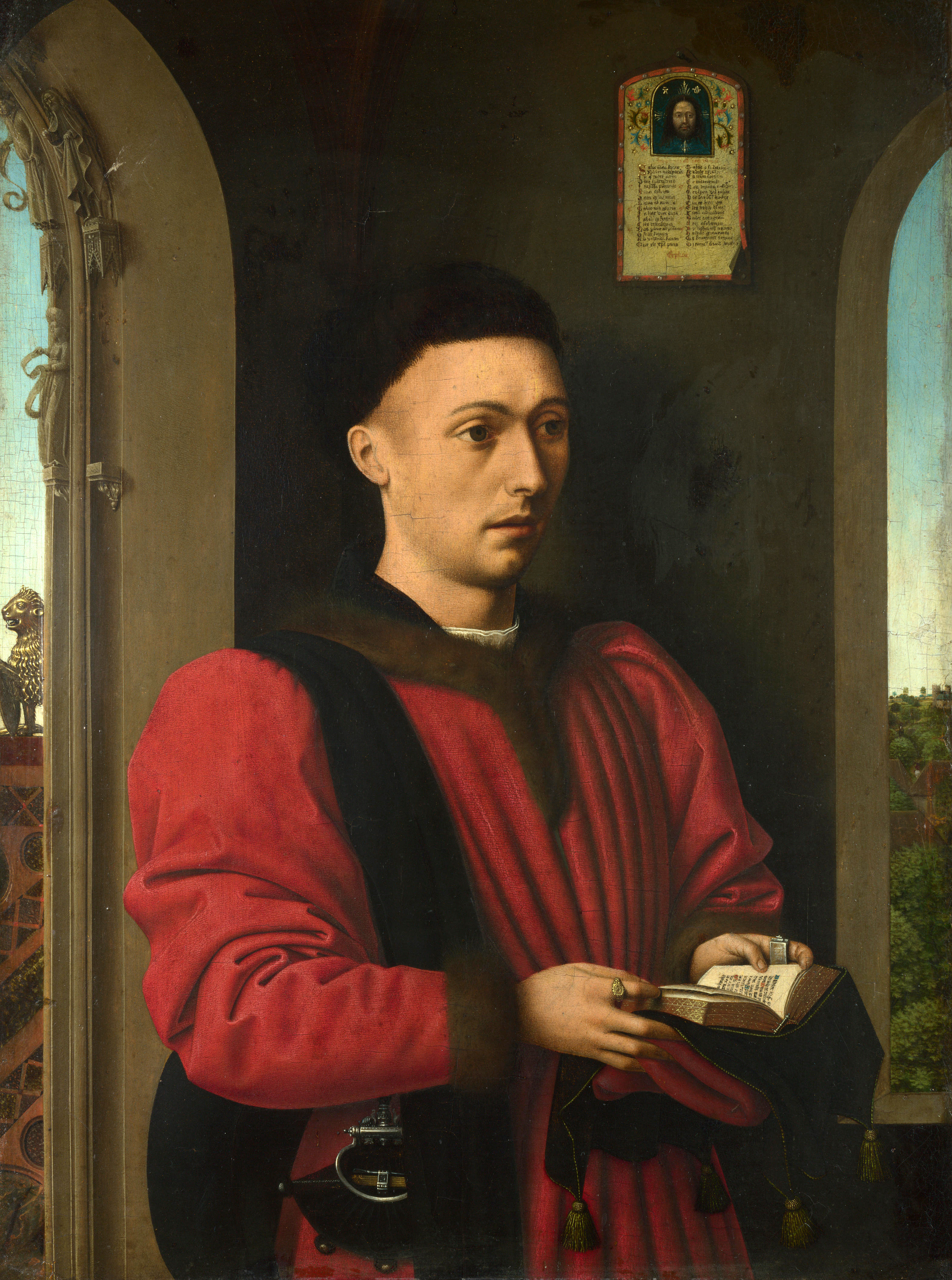
Retrato de un hombre joven, National Gallery.
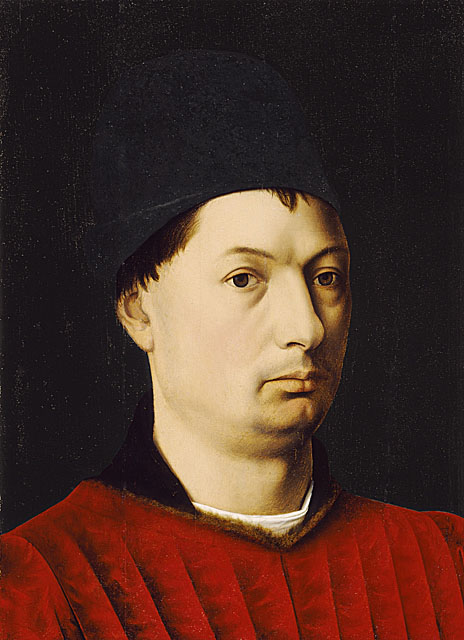
Retrato de hombre, Museo de Arte del condado de Los Ángeles.
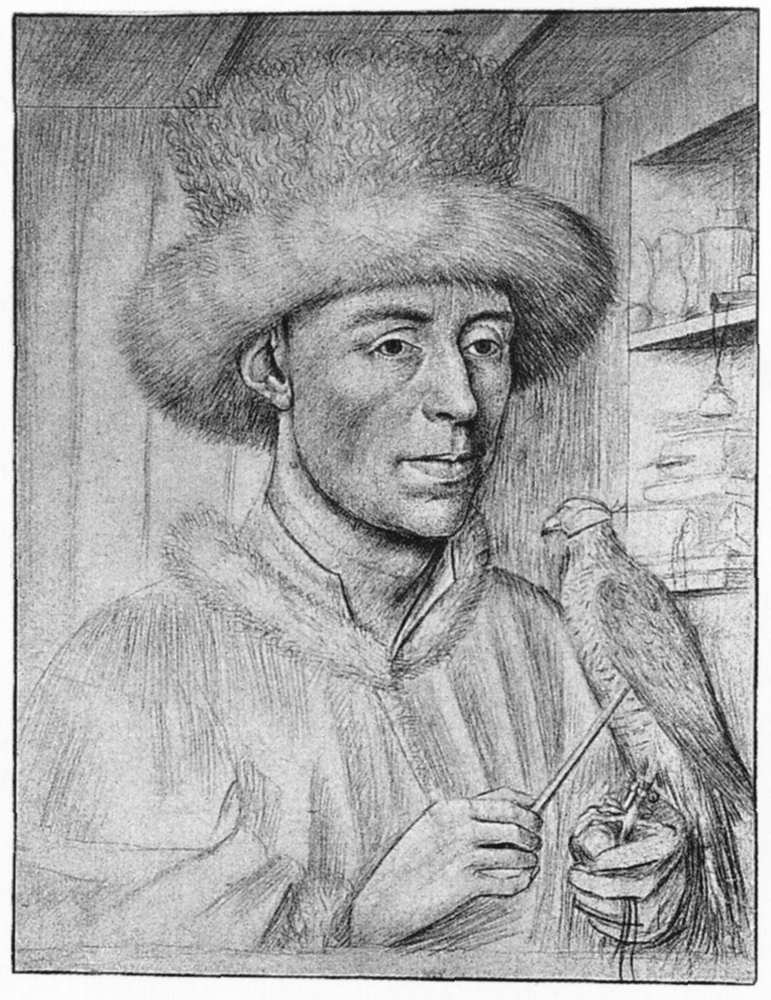
Retrato de hombre con un halcón, Städelmuseum.